# Andrea Mugione

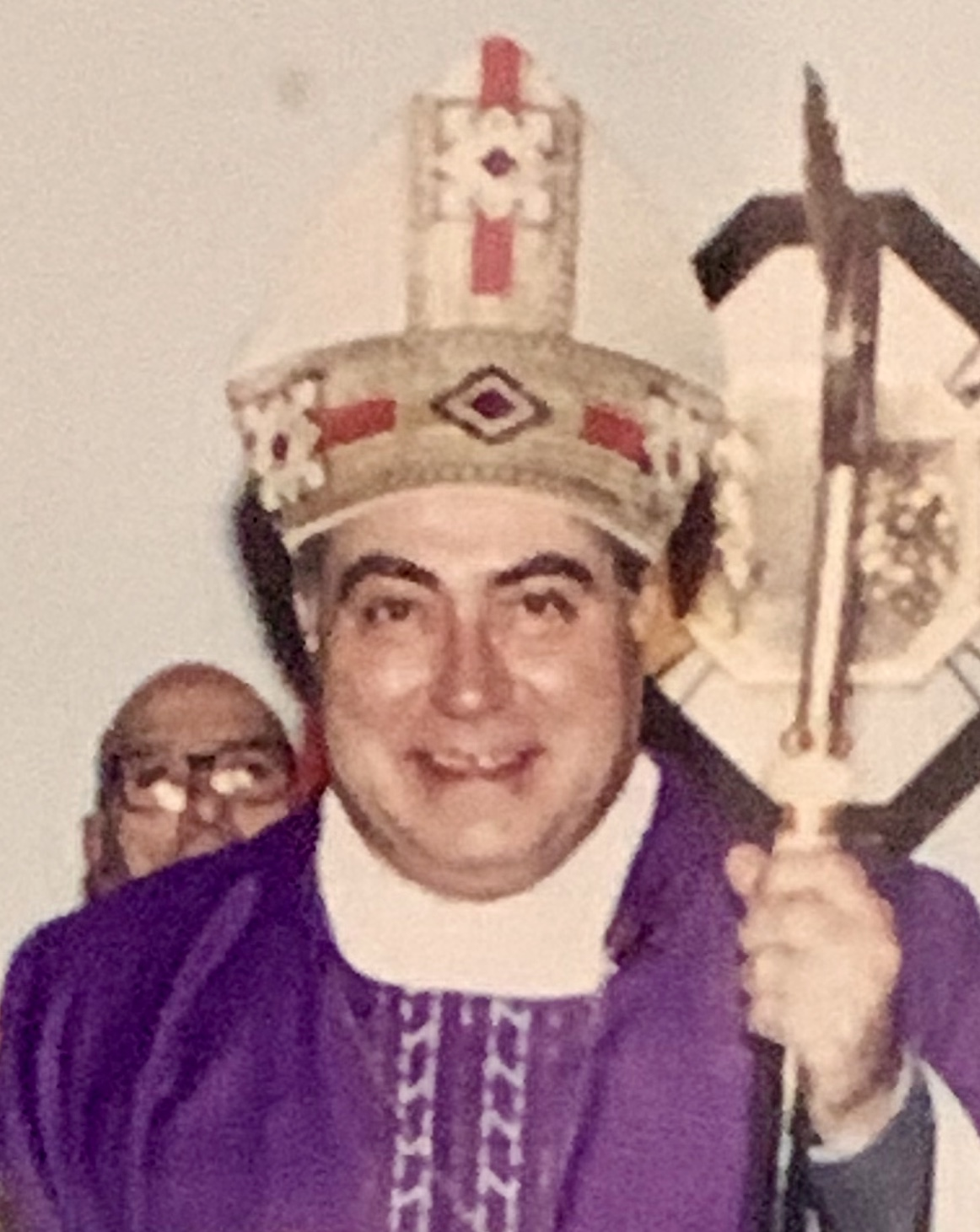
Andrea Mugione als Bischof von Cassano all’Jonio (Ende 1990)

Erzbischofswappen von Andrea Mugione

Andrea Mugione (* 9. November 1940 in Caivano, Metropolitanstadt Neapel, Italien; † 26. Februar 2020 in Neapel) war ein italienischer Geistlicher und römisch-katholischer Erzbischof von Benevent.

## Leben
Andrea Mugione studierte am Priesterseminar von Salerno und empfing am 28. Juni 1964 in der Kathedrale von Aversa die Priesterweihe. Von 1968 bis 1978 wirkte er zu missionarischen und pastoralen Zwecken in Venezuela. Anschließend war er bis 1982 Spiritual des Seminars von Aversa, dessen Rektor er von 1986 bis 1988 war. Zusätzlich übte er von 1980 bis 1986 Tätigkeiten als Gemeindepfarrer in Orta di Atella und in Aversa aus.
Papst Johannes Paul II. ernannte ihn am 17. März 1988 zum Bischof von Cassano all’Jonio. Der Kardinalpräfekt der Kongregation für die Bischöfe und Präsident der Päpstlichen Kommission für Lateinamerika, Bernardin Gantin, spendete ihm am 28. April desselben Jahres die Bischofsweihe; Mitkonsekratoren waren João Gazza SX, Bischof von Aversa, und Giuseppe Agostino, Erzbischof von Crotone-Santa Severina. Als Wahlspruch wählte er Communio et missio.
Am 21. November 1998 ernannte ihn Johannes Paul II. zum Erzbischof von Crotone-Santa Severina. Papst Benedikt XVI. ernannte ihn am 3. Mai 2006 zum Erzbischof von Benevent. In der regionalen Bischofskonferenz Kampaniens war er Delegierter für die Evangelisierung der Völker und die Zusammenarbeit der Kirchen. 
2009 wurde er durch Kardinal-Großmeister John Patrick Foley im Rang eines Großoffiziers in den Ritterorden vom Heiligen Grab zu Jerusalem aufgenommen. 
Am 18. Februar 2016 nahm Papst Franziskus seinen altersbedingten Rücktritt an. Mugione wurde im Februar 2020 ins Cardarelli-Krankenhaus in Neapel eingeliefert, wo er im selben Monat starb.